# Capréomycine
La capréomycine est un médicament antibiotique de la famille des aminosides utilisé en deuxième intention pour traiter la tuberculose multirésistante (en). Il s'agit de peptides cycliques produits par Streptomyces capreolus, une bactérie appartenant au genre des streptomycètes. Les médicaments à base de capréomycine contiennent quatre substances actives : les capréomycines IA, IIA, IB et IIB ; ils sont administrés par injection intraveineuse, voie par laquelle ils présentent une action bactériostatique.
La capréomycine est utilisée en association avec d'autres antituberculeux pour traiter la tuberculose pulmonaire lorsque par exemple un traitement initial éthambutol + isoniazide + rifampicine puis l'association de l'acide p-aminosalicilique et de la streptomycine ont tour à tour échoué. La sensibilité de l'agent pathogène par rapport à la capréomycine doit être déterminée pour chaque patient.
Ce médicament présente fréquemment comme effets indésirables des dommages aux reins et à l'oreille interne (ototoxicité). Il ne doit donc pas être associé à la streptomycine ni à d'autres médicaments susceptibles d'endommager le nerf vestibulocochléaire. On peut être amené à surveiller le fonctionnement des reins et des oreilles pendant le traitement. Il peut également être hépatotoxique et altérer l'hémogramme.
La capréomycine agit en bloquant la biosynthèse des protéines des bactéries qui présentent un gène tlyA actif, ce qui est le cas d'un nombre restreint d'organismes, essentiellement des mycobactéries, parmi lesquelles Mycobacterium tuberculosis. Plus précisément, la capréomycine se lie à l'ARNr 16S et à l'ARNr 23S, d'une façon qui rappelle celle de la viomycine (en), un antibiotique structurellement apparenté mais présentant une plus grande toxicité. Le gène tlyA code une méthyltransférase qui modifie les ARNr 16S et 23S en formant un site de liaison pour la capréomycine, permettant à cette molécule de bloquer la biosynthèse des protéines. Les souches bactériennes dépourvues de gène tlyA actif sont résistantes à cet antibiotique.
Elle fait partie de la liste des médicaments essentiels de l'Organisation mondiale de la santé (liste mise à jour en avril 2013).